# تام شولمن
تام شولمن (انگلیسی: Tom Schulman؛ زادهٔ ۲۰ اکتبر ۱۹۵۰) یک فیلم‌نامه‌نویس، و کارگردان اهل ایالات متحده آمریکا است.
از فیلم‌ها یا مجموعه‌های تلویزیونی که وی در آن‌ها نقش داشته‌است می‌توان به عزیزم، بچه‌ها را کوچک کردم اشاره نمود.
وی همچنین برنده جوایزی همچون جایزه اسکار بهترین فیلم‌نامه غیراقتباسی شده‌است.